# 彼得斯堡 (維吉尼亞州)
彼得斯堡（英語：Petersburg）是美國維吉尼亞州東部的一個獨立城市。面積60.1平方公里。根據美國2000年人口普查，共有人口33,740人。
成立於1752年12月17日。城名紀念建立了Peter's Point貿易點（彼得斯堡的原名）的彼得·瓊斯。